# Fredenskirken
 For alternative betydninger, se Fredens Kirke. (Se også artikler, som begynder med Fredens Kirke)
Fredenskirken er en kirke i Viby i Aarhus, der er opført 1958-60. Navnet er til minde om 2. verdenskrig.

## Historie
I 1941 blev der nedsat en kirkekomité til opførelsen af en kirke i Viby.
den 24. november 1944, samledes 200 mennesker på Rosenvangskolen, for at høre om planerne for den nye kirke. Fremtrædende i denne sammenhæng var biskop Skat Hoffmeyer, sognerådsformand Jens Juul og kapellan ved Viby Kirke Axel Pedersen.
Kirken blev tegnet af arkitekterne F. Niclasen og Aksel Skov, og opført af murermester Christian Rohde med sin bror, Tømrermester Jens Rohde, på et stykke jord som tidligere tilhørte deres far. Dette jordstykke dækkede området fra Jyllands Allé til jernbanen i Viby, samt fra Marselis Boulevard i Aarhus til Vidskuevej i Viby. Kommunen købte en del af jorden til anlæggelse af Rosenvangskolen og Fredenskirken.

## Kirkebygningen
Kirken består af kirkerum, menighedslokale, kapel og et fritstående klokketårn. Kirken er udført udvendigt i røde mursten og indvendigt i gule, håndstrøgne mursten. Selve kirken er et rektangulært langhus med stort, teglhængt sadeltag, som i 1986 erstattede det oprindelige flade tag på sideskib og mødelokaler. Kirkerummet oplyses af to gavlvinduer, hvoraf østgavlen i 1965 fik en glasmosaik af Mogens Jørgensen. Klokketårnet står ved en fløj med mødelokaler. Det er 16 meter højt og har en åben trappeopgang. Det havde oprindeligt et fladt tag, som blev erstattet af et saddeltag med kobberbelægning i 1989. Samme år blev der bygget vindfang foran kirkens indgangsparti, i forbindelse med isolering af vestfløjen, som blev gjort af hensyn til orgelet.
Alterbordet og døbefonten er i lys granit. På alterbordet står et støbejernskors udført af Gudrun Steenberg, der også har udført en relief under mosaikruden i guldbelagt bly. Altertæppet er vævet af Esther Bové Reintoft efter udkast af John Sparre Christensen.
Orgelet blev bygget af Frederiksborg Orgelbyggeri i 1962 og har 20 stemmer.
Fløjen med mødelokaler blev i 1978 udvidet, ved arkitekt G. Tinning, med kontorer, køkken, konfirmandstue med mere. Der blev samtidigt, under den nye lokalefløj, indrettet lokaler til spejdere.

## Eksterne kilder og henvisninger
- Fredenskirken Arkiveret 19. september 2015 hos  Wayback Machine hos KortTilKirken.dk
- Fredenskirken hos danmarkskirker.natmus.dk (Danmarks Kirker, Nationalmuseet)

- Wikimedia Commons har flere filer relateret til Fredenskirken